# Kayla McCoy
Kayla Jay McKenna (apellido de soltera McCoy; Skokie, Illinois; 3 de septiembre de 1996) es una futbolista que juega como delantera en el Villarreal Club de Fútbol de la Primera División de España. Nacida en los Estados Unidos, representa a la selección femenina de Jamaica.
El 28 de febrero de 2019, McKenna (por entonces McCoy) debutó con la selección en un amistoso contra Chile que las jamaicanas ganaron 1 a 0.

## Estadísticas

### Clubes
| Club                      | País           | Año           |
| ------------------------- | -------------- | ------------- |
| Houston Dash              | Estados Unidos | 2019-2020     |
| Rangers W. F. C.          | Escocia        | 2021-2023     |
| Villarreal Club de Fútbol | España         | 2023-presente |